# Мирза Бейбаба Фена
Мирза Бейбаба Фена (азерб. Mirzə Bəybaba Fəna; 1787—1867) — азербайджанский поэт.Писал под псевдонимом Фена.

## Жизнь
Мирза Бейбаба Фена (Тахирзаде) родился в 1787 году в Шуше. Его отец Мирза Алияр бек Тахирзаде был известной личностью своего времени, работал дворцовым секретарем (мирза) старшего сына Ибрагим Халил хана – Мухаммедгасан аги. Получив хорошее образование медресе, Бейбаба также начал работать секретарем при карабахском хане.
Мирза Бейбаба писал стихи под псевдонимом «Фена». Он дружил с известными поэтами-современниками, в особенности с Гасым бек Закиром. Однако впоследствии их отношения охладели, и он написал несколько пасквилей на Закира.
Он также был талантливым каллиграфом. Составил перечень поэтов Шуши, переписал несколько книг.  В последние годы жизни отошел от творческой деятельности.
Скончался в 1867 году.
Его дочь Фатма ханум Кямина тоже известная поэтесса Карабаха.